# Total Wipeout
 (octobre 2023).
Si vous disposez d'ouvrages ou d'articles de référence ou si vous connaissez des sites web de qualité traitant du thème abordé ici, merci de compléter l'article en donnant les références utiles à sa vérifiabilité et en les liant à la section « Notes et références ».
 (octobre 2023).
- Si vous ne connaissez pas le sujet, laissez ce bandeau (vous pouvez alors contacter les auteurs).
- Si vous supprimez le contenu mis en cause (vous pouvez préalablement contacter les auteurs),

argumentez précisément cette suppression dans la page de discussion
(un manque de référence n'est pas un argument ; une recherche réelle de référence doit avoir été effectuée, être formellement documentée).
Pour les articles homonymes, voir Wipeout.
Total Wipeout est une émission de télévision française diffusée sur M6 du 17 juillet 2009 au 21 août 2009 et présentée par Stéphane Rotenberg, Alex Goude et Sandrine Corman.
L'émission est l'adaptation française du jeu américain Wipeout. L'émission est arrêtée en raison d'une forte chute d'audience.

## Généralités
24 candidats anonymes (12 hommes et 12 femmes), venant de France ou de Belgique, s'affrontent au travers d'épreuves loufoques situées dans un parcours en Argentine. Après plusieurs épreuves, un seul candidat pourra remporter 10 000 €.

## Audiences
| Episode | Jour et horaire de diffusion         | Téléspectateurs | Parts de marché sur les 4 ans et plus | Référence |
| ------- | ------------------------------------ | --------------- | ------------------------------------- | --------- |
| 1       | Vendredi 17 juillet 2009 20:40-22:10 | 3 400 000       | 16,3 %                                |           |
| 2       | Vendredi 24 juillet 2009 20:40-22:10 | 3 500 000       | 17,8 %                                |           |
| 3       | Vendredi 31 juillet 2009 20:40-22:10 | 2 600 000       | 14,7 %                                |           |
| 4       | Vendredi 7 août 2009 20:40-22:10     | 2 597 000       | 14,6 %                                | [ 1 ]     |
| 5       | Vendredi 14 août 2009 20:40-22:10    | 1 800 000       | 11,1 %                                |           |
| 6       | Vendredi 21 août 2009 20:40-22:10    | 1 970 000       | 11 %                                  | [ 2 ]     |

Le programme connut un démarrage encourageant, mais au fil des semaines, l'audience n'a cessé de baisser, pour finalement frôler la barre des 10 % de part de marché. Au début de la saison, un best of avait été prévu, mais à la suite de l'érosion de l'audience, il n'a finalement pas été diffusé à la suite des émissions en prime comme prévu, mais en après-midi pendant les fêtes de fin d'année.

## Versions internationales
| Pays          | Nom de l'émission                      | Diffuseur      | Date de 1re diffusion |
| ------------- | -------------------------------------- | -------------- | --------------------- |
| Allemagne     | WipeOut – Heul nicht, lauf!            | ProSieben      | 10 mars 2009          |
| Argentine     | Hombre Al Agua                         | Canal 13       | 5 janvier 2009        |
| Australie     | Wipeout Australia                      | Nine Network   | 3 février 2009        |
| Belgique (nl) | Wipeout                                | VTM            | 4 mars 2009           |
| Belgique (fr) | Total Wipeout                          | RTL-TVI        | 27 juillet 2009       |
| Canada (fr)   | Wipeout                                | V              | 31 août 2009          |
| Chili         | Hombre Al Agua                         | TVN            | 6 mars 2009           |
| Croatie       | Wipeout                                | RTL Televizija | 12 avril 2009         |
| Danemark      | Wipeout                                | Kanal 5        | 5 mars 2009           |
| Espagne       | ¡Guaypaut!                             | Telecinco      | 24 décembre 2008      |
| États-Unis    | Wipeout                                | ABC            | 24 juin 2008          |
| France        | Total Wipeout                          | M6 et Gulli    | 17 juillet 2009       |
| Inde          | Zor ka jhatka                          | NDTV Imagine   | 1er février 2011      |
| Lettonie      | Dullās sacensības "Neiespējamā misija" | TV3            |                       |
| Ligue arabe   | Wipeout                                | MBC 1          | Mai 2009              |
| Lituanie      | Jokiu kliuciu!                         | TV3            | 10 janvier 2009       |
| Norvège       | Wipeout                                | TVNorge        | 2 mars 2009           |
| Pays-Bas      | Wipeout                                | RTL 5          | 15 février 2009       |
| Philippines   | Wipeout                                | ABS-CBN        | 10 juin 2010          |
| Portugal      |                                        | SIC            |                       |
| Royaume-Uni   | Total Wipeout                          | BBC One        | 3 janvier 2009        |
| Serbie        | Wipeout                                | FOX Televizija |                       |
| Suède         | Wipeout                                | Kanal 5        | 8 mars 2009           |
| Turquie       | Wipeout                                | Show TV        | 30 janvier 2009       |

## Polémique
La révélation dans la presse que M6 et Endemol France préparaient la version française de Wipeout a provoqué la colère d'Yves Launoy, cogérant de Mistral production et producteur d'Intervilles. Celui-ci estime que le format Wipeout est une « copie conforme » de son émission qui utiliserait les mêmes éléments tels que les piscines ou les tapis roulants.
Se réservant le droit d'attaquer M6 et Endemol France en référé afin de stopper la diffusion de l'adaptation française, Yves Launoy a également déclaré que sa société attaquerait ABC et Endemol USA qui ont mis à l'antenne le concept original.

## Produits dérivés
Le 23 octobre 2009, Total Wipeout sort en jeu vidéo sur Wii sous le nom de Total Dérapage[pertinence contestée].